# Aleksandr Niesmiejanow
Aleksandr Nikołajewicz Niesmiejanow (ros. Александр Николаевич Несмеянов, ur. 28 sierpnia?/9 września 1899 w Moskwie, zm. 17 stycznia 1980 tamże) – radziecki chemik, wykładowca uniwersytecki, rektor Moskiewskiego Uniwersytetu Państwowego (1948–1951), dwukrotny Bohater Pracy Socjalistycznej (1969 i 1979).

## Życiorys
W 1922 ukończył studia na Wydziale Fizyczno-Matematycznym Moskiewskiego Uniwersytetu Państwowego, którego został pracownikiem naukowym, od 1934 z tytułem doktora nauk chemicznych i profesora, od 29 stycznia 1939 był członkiem korespondentem, a 27 września 1943 akademikiem Akademii Nauk ZSRR. W 1944 objął kierownictwo katedry chemii organicznej Moskiewskiego Uniwersytetu Państwowego, w latach 1944–1948 był dziekanem Wydziału Chemii, a 1948–1951 rektorem tego uniwersytetu, jednocześnie pracował w Instytucie Chemii Organicznej Akademii Nauk ZSRR. Od 16 lutego 1951 do 19 maja 1961 był prezesem Akademii Nauk ZSRR, a 1950–1962 deputowanym do Rady Najwyższej ZSRR od 3. do 5. kadencji. 
W 1959 został członkiem zagranicznym PAN.
Został pochowany na Cmentarzu Nowodziewiczym. Jego imieniem nazwano ulicę w Moskwie.

## Odznaczenia i nagrody
- Medal Sierp i Młot Bohatera Pracy Socjalistycznej (dwukrotnie - 13 marca 1969 i 7 września 1979)
- Order Lenina (siedmiokrotnie – 4 listopada 1944, 10 czerwca 1945, 1953, 8 września 1959, 1967, 13 marca 1969 i 7 września 1979)
- Order Rewolucji Październikowej (13 września 1974)
- Order Czerwonego Sztandaru Pracy (14 września 1949)
- Nagroda Leninowska (1966)
- Nagroda Stalinowska (1943)
- Order Cyryla i Metodego I klasy (Bułgarska Republika Ludowa, 1969)